# Prawa człowieka w Iranie
     całkowicie wycofana
     zachowana na specjalne okoliczności (np. stan wojny)
     niewykonywana w praktyce (zawieszona)
     wykonywana forma kary

Kara śmierci na świecie.
całkowicie wycofana
zachowana na specjalne okoliczności (np. stan wojny)
niewykonywana w praktyce (zawieszona)
wykonywana forma kary

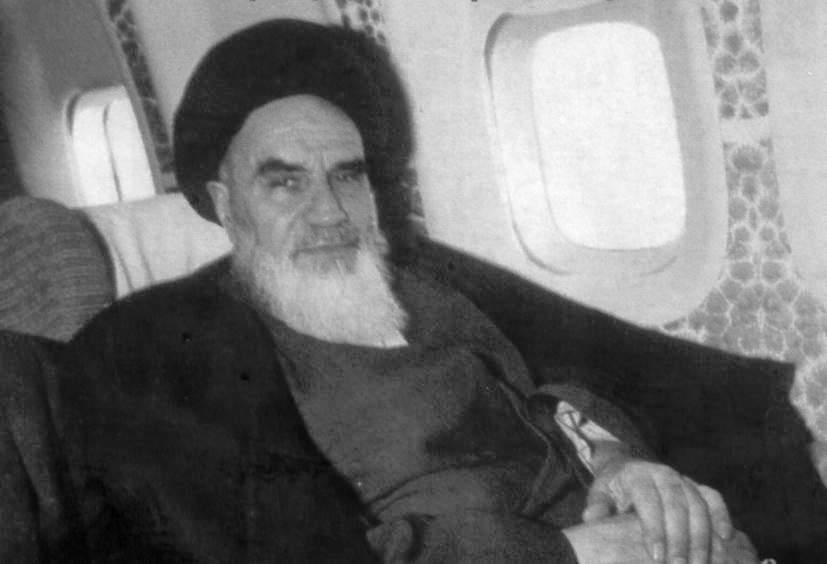
Ruhollah Chomejni – ajatollah, polityczny przywódca Iranu (jako Najwyższy Przywódca) w latach 1979–1989

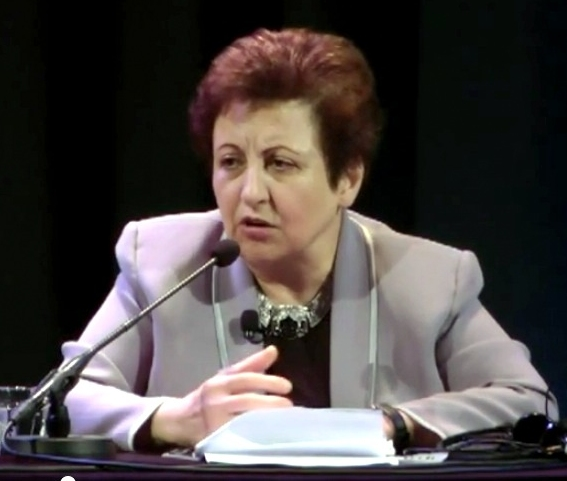
Irańska działaczka na rzecz praw człowieka Szirin Ebadi, założycielka Centrum Praw Człowieka

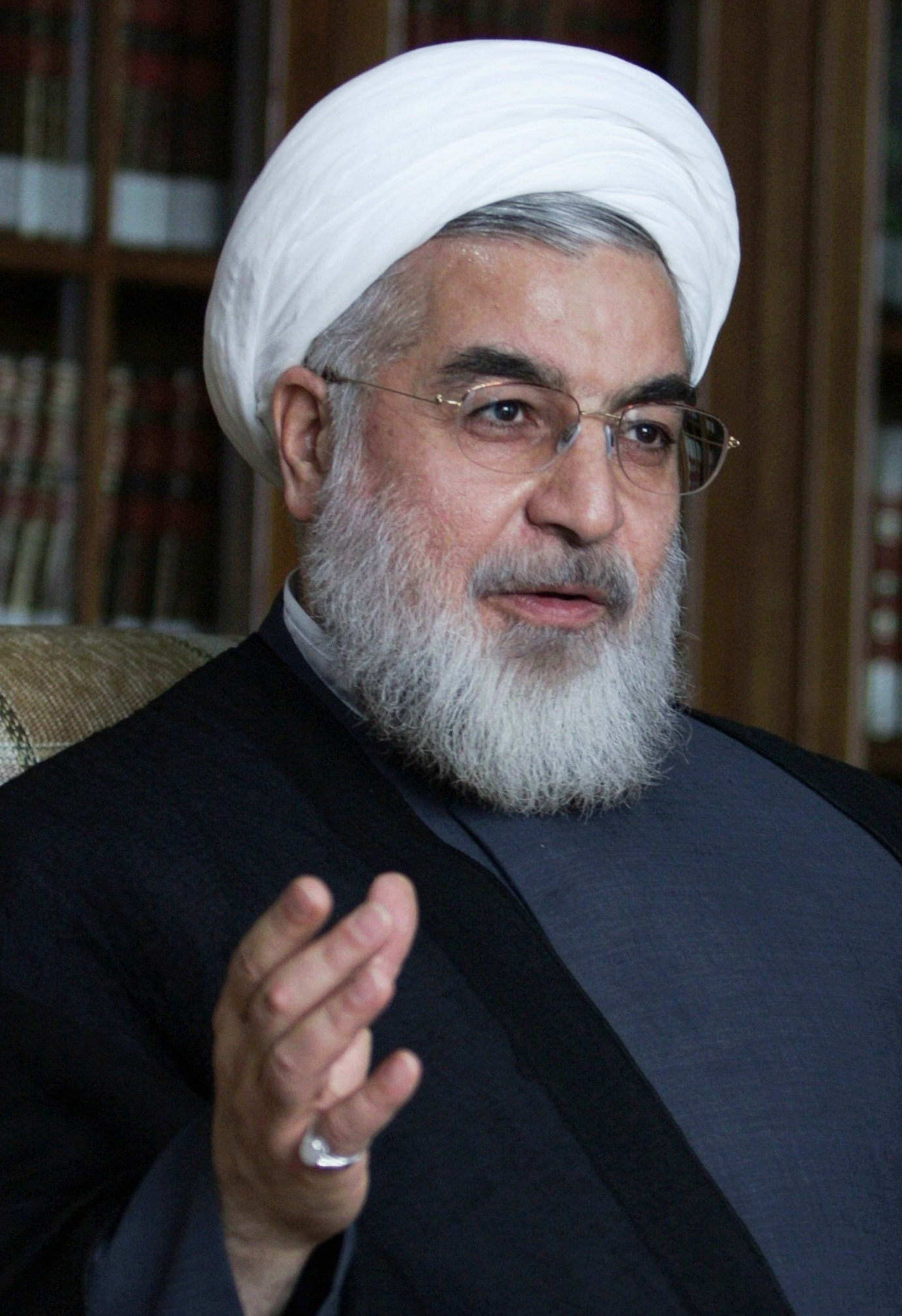
Były prezydent Iranu Hasan Rouhani

Prawa człowieka w Iranie – szczegółowe prawa człowieka w Iranie, które podlegają ograniczeniom wynikającym z zasad islamu oraz przepisów konstytucji uchwalonej w grudniu 1979.
Zgodnie z opiniami międzynarodowych organizacji, które walczą o prawa człowieka i demokrację (m.in. Amnesty International, Freedom House) Iran należy do państw stale łamiących prawa człowieka. Iran oskarża się o tłumienie wolności słowa, zrzeszania się i zgromadzeń i przekonań religijnych, stosowanie kary śmierci, łamanie praw kobiet oraz więzienie krytyków systemu politycznego w Iranie po niesprawiedliwych procesach przed Sądami rewolucyjnymi. Obowiązujące przepisy prawne oparte są na prawach szariatu.

## Kontekst prawno-polityczny
Zgodnie z konstytucją z grudnia 1979 (nowelizowaną w 1989) Iran jest republiką islamską. Wszystkie ustawy muszą być zgodne z prawem islamskim (nad ich zgodnością czuwa 12-osobowa Rada Strażników Rewolucji). Władzę w państwie sprawuje przywódca religijno-polityczny, który musi być wysoko utytułowanym teologiem muzułmańskim. W Iranie nie ma oficjalnie partii politycznych (de facto pomimo zakazu istnieją partie polityczne, które przeważnie działają na emigracji). Władzę ustawodawczą sprawuje 1-izbowe Muzułmańskie Zgromadzenie Konsultatywne składające się z 290 deputowanych wybieranych w wyborach powszechnych na czteroletnią kadencję (pięć miejsc jest zarezerwowanych dla uznanych mniejszości religijnych: 3 chrześcijan, 1 żyd, 1 zaratusztrianin). W Iranie regularnie odbywają się wybory, lecz nie spełniają one standardów demokratycznych.

## Kontekst historyczny
Przed irańską rewolucją islamską władzę w kraju sprawował szach Mohammad Reza Pahlawi. W ramach białej rewolucji z 1963 kobiety otrzymały prawa wyborcze. Jednocześnie Mohammad Reza Pahlawi rozbudował aparat policyjny (tajna policja SAWAK), więził i torturował działaczy opozycji oraz krwawo tłumił protesty przeciwko reformie rolnej. W latach 1973–1975 nasilił się opór mieszkańców Iranu przeciwko polityce szacha, metod rządzenia i realizacji reform, które miały przekształcić Iran w nowoczesne państwo. W opozycji znaleźli się zarówno działacze lewicowo-demokratyczni protestujący przeciwko despotycznym rządom oraz konserwatyści muzułmańscy, dla których reformy były zbyt śmiałe. W wyniku kryzysu wewnętrznego i wzrostu aktywności opozycji w latach 1976–1978 Mohammad Reza Pahlawi przywrócił system wielopartyjny oraz powołał rząd wojskowy. Pod naciskiem opozycji szach opuścił Iran w 1979, przekazując władzę Radzie Regencyjnej. Przywódca opozycji muzułmańskiej, ajatollah Ruhollah Chomejni, utworzył Irańską Radę Rewolucyjną i przejął władzę, tworząc Tymczasowy Rząd Rewolucyjny.
W grudniu 1979 w Iranie uchwalono konstytucję, która opiera się na szariacie. W lipcu 1980 rozwiązano Irańską Radę Rewolucyjną – jej kompetencje prawodawcze przejął parlament, a wykonawcze rząd i prezydent. Jednocześnie powołano Radę Strażników Rewolucji Islamskiej, która czuwa nad zgodnością ustaw z prawem islamu. Nowa republika odrzuciła wartości zachodnie i aż do wojny w Kuwejcie w 1991 roku prowadziła politykę izolacjonizmu. Wprowadzenie nowego prawa często wiązało się z łamaniem praw człowieka. W 1981 w wyniku konfliktu dotyczącego zasad niepodzielności władzy świeckiej i religijnej pomiędzy prezydentem a fundamentalistami muzułmańskimi parlament pozbawił władzy prezydenta Iranu Abol Hassana Bani Sadra. Urząd prezydenta objął teolog Ali Chamenei, który potwierdził polityczno-religijną jedność władzy sądowniczej, ustawodawczej i wykonawczej. W sierpniu 1988 władze irańskie rozpoczęły falę egzekucji na więźniach politycznych. Była to największa fala egzekucji od rewolucji irańskiej z 1979. Według szacunków w latach 1988–1989 zabito od 4,5 do 5 tys. więźniów politycznych. Po śmierci Chomejniego w 1989 przywódcą religijno-politycznym został Ali Chamenei.
W 1989 prezydentem został Ali Akbar Haszemi Rafsandżani. Rafsandżani rozwijał politykę ograniczonego otwarcia na zewnątrz. Wybory prezydenckie w 1997 wygrał Mohammad Chatami, który zmierzał do ograniczenia restrykcyjnej polityki wewnętrznej. Poszerzył zakres wolności słowa, sprzyjał rozwojowi mediów i działalności artystów. Inicjatywy Chatamiego, dążącego do dalszej liberalizacji życia publicznego, były torpedowane przez Alego Chameneiego, mających do 2000 r. większość parlamentarną konserwatystów oraz przez wpływowy Korpus Strażników Rewolucji Islamskiej. W rezultacie zrealizował on swój program reform tylko w bardzo ograniczonym zakresie. 
W 2002 irańska obrończyni praw człowieka Szirin Ebadi założyła Centrum Praw Człowieka, które zajmowało się informowaniem o naruszeniach praw człowieka, zapewnieniem darmowej pomocy prawnej dla więźniów politycznych oraz wspieranie rodzin takich więźniów. Centrum zamknięto w grudniu 2008. 
Wybory prezydenckie w 2005 wygrał radykalny konserwatysta Mahmud Ahmadineżad. W czerwcu 2009 w Iranie odbyły się wybory prezydenckie, podczas których w całym kraju wybuchły protesty społeczne. Według Amnesty International podczas nich rozszerzyły się prześladowania dysydentów, podczas których aresztowano dziennikarzy, studentów, działaczy politycznych, działaczy na rzecz praw człowieka i księży. Represje objęły także prawników, naukowców, byłych więźniów politycznych oraz członków mniejszości etnicznych oraz religijnych Iranu.
Po wygraniu przez Hasana Rouhaniego wyborów prezydenckich w 2013 pogorszyła się sytuacja obrońców praw człowieka. Media państwowe przedstawiają aktywistów jako „zdrajców” i „zagranicznych agentów”. Część aktywistów została skazana na ponad 10 lat więzienia za kontakt z Organizacją Narodów Zjednoczonych, Unią Europejską, związkami zawodowymi i Międzynarodową Organizacją Pracy, mediami i organizacjami zajmującymi się prawami człowieka (m.in Amnesty International). Sam Rouhani podczas kampanii wyborczej zapowiedział reformy w oparciu o prawa człowieka. W 2017 roku Hasan Rouhani ponownie wygrał wybory prezydenckie, zdobywając 57% głosów.
We wrześniu 2022 roku z powodu śmierci Mahsy Amini wybuchły protesty społeczne. Organizacja Human Rights Watch zanotowała, że władze Iranu uwięziły setki działaczy na podstawie sfabrykowanych zarzutów i wydał wyroki śmierci w rażąco niesprawiedliwych protestach. Do 14 listopada 2022 roku organizacje praw człowieka prowadziły śledztwa w sprawie śmierci co najmniej 341 protestujących. Wśród ofiar 52 osoby stanowiły dzieci. Liczba aresztowanych w protestach wynosi co najmniej 15 tys. osób. Zatrzymani są torturowani i wykorzystywani seksualnie. Wśród nich są działacze praw człowieka, aktywiści, dziennikarze i prawnicy, aresztowani za udział w protestach lub ich poparcie. Obok aresztowań władza nakłada osobom publicznym zakazy przemieszczania się oraz konfiskuje paszporty.

## System sądowniczy
Irańskie sądy nie zapewniają sprawiedliwych procesów. Oskarżeni są torturowani w celu wymuszenia na nich zeznań oraz mierzą się z ograniczaniem pomocy prawnej. W 2013 weszły w życie nowe przepisy związane z bezpieczeństwem. Niejasne przepisy są wykorzystywane do walki z obrońcami praw człowieka. Według przypisów z 2013 działalnością przeciwko bezpieczeństwu Iranu jest kontakt z organizacjami międzynarodowymi. Postępowania sądowe często są prowadzone szybko. Władze próbują ograniczyć możliwość kontaktu pomiędzy prawnikami a obrońcami praw człowieka oraz opóźniają dostęp do akt sprawy. Prawnicy sprzeciwiający się niesprawiedliwym procesom oraz torturom często mierzą się z nękaniem, pozbawieniem uprawnień do wykonywania zawodu lub także uwięzieniem.

## Kara śmierci
| Rok  | Liczba egzekucji | Źródło |
| ---- | ---------------- | ------ |
| 2002 | 113              | [ 13 ] |
| 2003 | 108              | [ 14 ] |
| 2004 | 159              | [ 15 ] |
| 2005 | 94+              | [ 16 ] |
| 2006 | 177              | [ 17 ] |
| 2007 | 317              | [ 18 ] |
| 2008 | 346              | [ 19 ] |
| 2009 | 388              | [ 20 ] |
| 2010 | 252              | [ 19 ] |
| 2011 | 86               | [ 21 ] |
| 2012 | 360+             | [ 22 ] |
| 2013 | 369              | [ 23 ] |
| 2014 | 289/454          | [ 24 ] |
| 2015 | 977              | [ 25 ] |
| 2016 | 567              | [ 25 ] |
| 2017 | 507              | [ 26 ] |
| 2020 | 246              | [ 27 ] |
| 2021 | 314              | [ 28 ] |

W Iranie wykonuje się karę śmierci. Kara śmierci grozi m.in. za przestępstwa narkotykowe, apostazję, stosunki homoseksualne, zdradę małżeńską, działalność opozycyjną, produkowanie filmów pornograficznych. Część egzekucji przeprowadza się publicznie przy użyciu żurawi, które podnoszą skazaną osobę za stryczek na szyi w otoczeniu tłumu widzów. Egzekucje przez ukamienowanie zawieszono po ogłoszeniu w 2002 moratorium. Pomimo obowiązującego moratorium w maju 2006 ukamienowano dwie kobiety za uprawianie seksu przedmałżeńskiego.
W 2016 przeprowadzono 567 egzekucji. W 2015 Iran wraz z Chińską Republiką Ludową, Pakistanem, Arabią Saudyjską i Stanami Zjednoczonymi należy do państw, w których wykonuje się najwięcej egzekucji. Kara śmierci jest stosowana jako narzędzie tłumienia protestów.
Karę śmierci wykonuje się także na nieletnich (pomimo podpisania się pod Konwencją o prawach dziecka). W 2015 stracono minimum cztery osoby, które w chwili popełnienia przestępstwa były niepełnoletnie. Według Artykułu 1210(1) irańskiego Kodeksu Cywilnego odpowiedzialność karną ponoszą chłopcy od 15 roku życia i dziewczęta od 9 roku życia. Według Amnesty International w latach 2005–2015 przeprowadzono 73 egzekucje niepełnoletnich przestępców, a według Organizacji Narodów Zjednoczonych w 2015 co najmniej 160 niepełnoletnich przebywało w celi śmierci. Prawdopodobnie liczby te są wyższe, gdyż dane dotyczące kary śmierci w Iranie są okryte tajemnicą. W 2013 władze Iranu zezwoliły sędziom na zastąpienie egzekucji alternatywną karą wobec osób, które w chwili popełnienia przestępstwa były niepełnoletnie. W sierpniu 2017 wprowadzono nową ustawę o handlu narkotykami, które ogranicza stosowanie kary śmierci wobec osób, które posiadają lub handlują narkotykami.

## Wolność słowa i prasy
W rankingu „Freedom of the Press” zorganizowanym przez organizację Freedom House, Iran zaliczono do państw, w których nie istnieje wolna prasa. W rankingu wolności słowa przeprowadzonym przez organizację pozarządową Reporterzy bez Granic Iran zajął w 2017 roku 165. miejsce. Wolność słowa była jednym z kluczowych żądań rewolucji z 1979 roku. Po objęciu władzy przez Ruhollaha Chomejniego nie zniesiono ograniczeń. Pracownikom mediów grożą aresztowania oraz długie kary pozbawienia wolności. Ograniczenia dotyczą także zagranicznych dziennikarzy (31 stycznia 2009 władze irańskie aresztowały amerykańską dziennikarkę Roxanę Saberi, którą oskarżono o szpiegostwo).
W grudniu 2008 zamknięto centrum praw człowieka założone przez Szirin Ebadi. Podczas protestów pod koniec grudnia 2017 władze Iranu zablokowały dostęp do portali społecznościowych Instagram i Telegram.

## Sytuacja kobiet

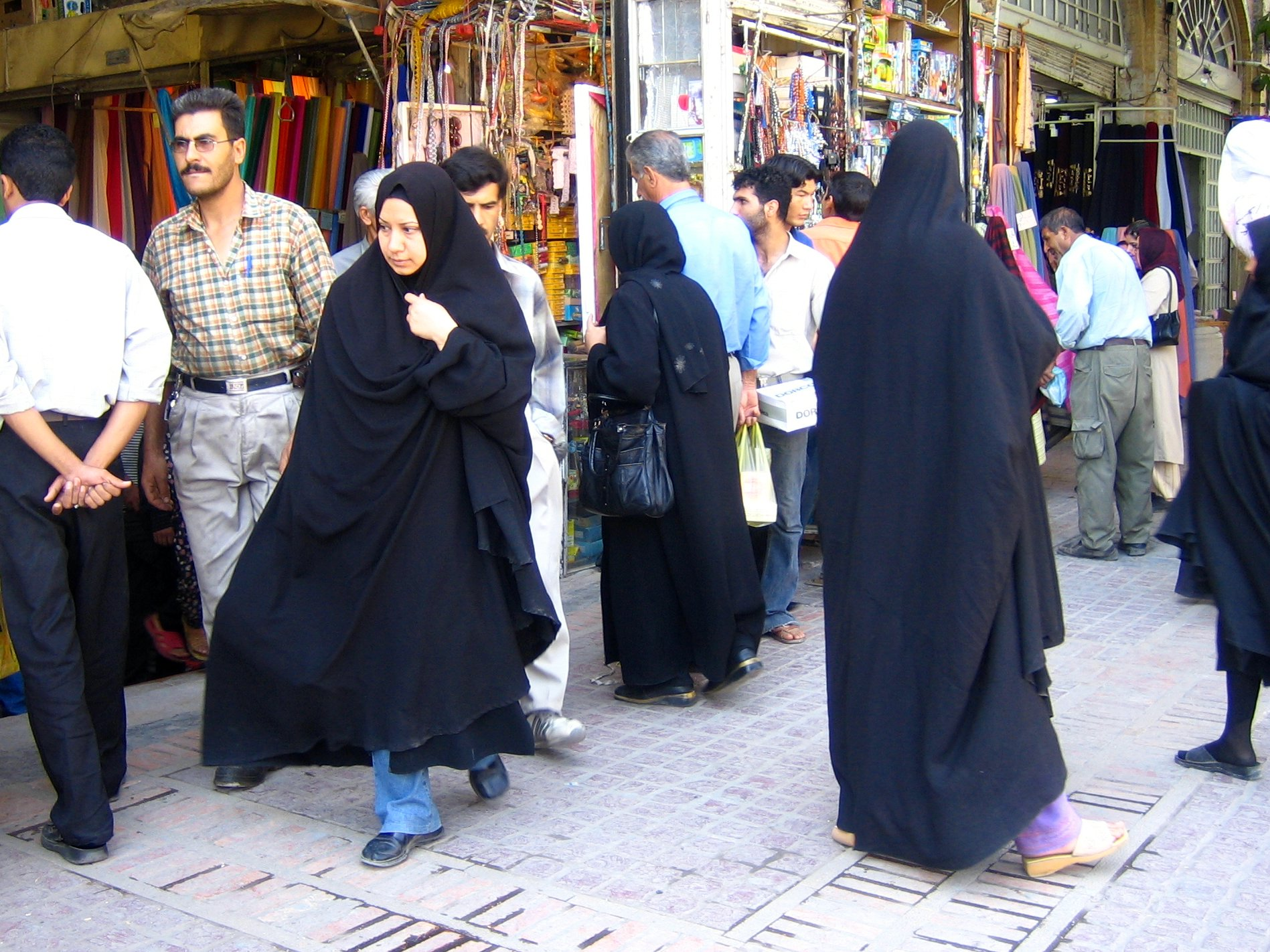
Kobiety w czadorach

Kobiety w Iranie podlegają dyskryminacji w prawie i praktyce. Kobiety i dziewczęta nie są wystarczająco chronione przed przemocą (w tym domową), gwałtami małżeńskimi oraz wczesnymi i wymuszonymi małżeństwami. Przepisy dotyczące zasłaniania twarzy hidżabem pozwalają policji i siłom paramilitarnym na prześladowania kobiet pod pretekstem strzeżenia moralności publicznej. Irańskie organizacje na rzecz praw kobiet należą do najprężniej rozwijających się inicjatyw kobiecych na Bliskim Wschodzie. W 2014 blisko 3,6 miliona kobiet było na różne sposoby karane za nieprzestrzeganie obowiązku noszenia nakrycia głowy. W grudniu 2017 szef policji Teheranu poinformował, że władze nie będą aresztować ludzi (głównie kobiet) za łamanie zasad dotyczących ubioru.
Według 3. artykułu konstytucji Republiki Muzułmańskiej Iranu kobiety i mężczyźni uczestniczą w określaniu politycznej, ekonomicznej, kulturalnej i społecznej struktury kraju. Kobiety mają czynne i bierne prawa wyborcze. Zgodnie z prawem połowa personelu organizującego wybory i sprawującymi nadzór nad wyborami musi składać się z kobiet. W 1990 powstało stanowisko Doradcy Prezydenta ds. Kobiet.
2 lutego 2018 w Teheranie odbył się protest kobiet, które sprzeciwiały się obowiązkowemu noszeniu hidżabu. Podczas demonstracji policja zatrzymała 29 kobiet, za zdjęcie nakrycia głowy w miejscu publicznym. Prokurator generalny Iranu Mohammad Dżafar Montazeri nazwał protest „dziecinnym” i „napiętym emocjonalnie” oraz uznał, że protest mógł być „inspirowany z zewnątrz”.

## Mniejszości religijne i etniczne
W Iranie dochodzi do zastraszania, prześladowania i aresztowania członków mniejszości religijnych, w tym chrześcijan, Żydów i muzułmanów sunnitów.

### Mniejszość kurdyjska
Kurdowie zamieszkują głównie obszar Kurdystanu i sąsiadujące ze sobą obszary na granicy Iranu i Turcji. Władze Iranu pozwalają na używanie języka kurdyjskiego w audycjach radiowych, programach telewizyjnych i publikacjach. Kurdom ogranicza się prawa socjalne i polityczne. Obszary, na których dominują Kurdowie, są ekonomicznie zaniedbywane. Władze zabraniają kurdyjskim rodzicom nadawania dzieciom określonych imion oraz uniemożliwia się używania języka kurdyjskiego w szkołach. 16 września 2022 roku policja moralności aresztowała i śmiertelnie pobiła 22-letnią Kurdyjkę Mahsę Amini. Jej śmierć doprowadziła do wybuchu masowych protestów.

### Mniejszość azerska
Po opublikowaniu 12 maja 2006 przez państwową gazetę Iran obraźliwej dla Azero-Turków karykatury wybuchły protesty społeczne na terenach zamieszkanych przez ludność azersko-turecką. Aresztowano setki osób, z czego część z nich była prawdopodobnie torturowana. Służby bezpieczeństwa zaprzeczyły, jakoby ktoś podczas protestów zginął. 23 czerwca aresztowano redaktora naczelnego Iranu oraz autora karykatury, a wydawanie gazety zawieszono. Aresztowania protestujących nastąpiły przed corocznym zjazdem w Zamku Babek, gdzie co roku tysiące Azero-Turków świętowało rocznicę narodzin Babaka – perskiego przywódcy churramitów, który w 816 roku wzniecił powstanie obejmujące swoim zasięgiem Azerbejdżan i Persję, uważanego przez Azerów za bohatera narodowego. Coroczne zjazdy odbywające się 30 czerwca spotykały się z oporem władz Iranu.

### Sytuacja chrześcijan
W 2011 w Iranie żyło ok. 117 tys. wyznawców chrześcijaństwa. Największymi wspólnotami wyznaniowymi w Iranie są: Apostolski Kościół Ormiański oraz Asyryjski Kościół Wschodu. Ponadto w Iranie żyją wyznawcy Kościoła katolickiego i różnych Kościołów protestanckich (głównie Kościoła Anglikańskiego). Szacuje się, że w Iranie w 2020 roku żyło około 800 tys. chrześcijan. W Światowym Indeksie Prześladowań 2020 stworzonym przez organizację Open Doors Iran zajął 8. miejsce. Według Open Doors głównymi przyczynami prześladowań chrześcijan są: islamski ekstremizm, niechęć władz do tej grupy wyznaniowej, religijny nacjonalizm (przekonanie, że Irańczycy już z samej definicji są muzułmanami), korupcja oraz przestępstwo.

## Reakcje międzynarodowe
Organizacje międzynarodowe (m.in. Human Rights Watch i Amnesty International) krytykują Iran za przeprowadzanie kar śmierci, dyskryminację kobiet oraz nieprzestrzeganie wolności słowa. Łamanie praw człowieka w Iranie oraz program nuklearny wielokrotnie krytykował prezydent Stanów Zjednoczonych Barack Obama. Od pocz. lat 90. państwa zachodnie próbowały zaangażować Iran w rozmowy na temat praw człowieka. Rozmowy chwilowo zawieszono w 1997 roku w wyniku przeprowadzenia zamachu na liderów opozycji kurdyjskiej w restauracji Mykonos w Berlinie). Do rozmów wrócono w tym samym roku, po wyborze Mohammada Chatamiego na prezydenta Iranu. Rozmowy pomiędzy Unią Europejską a Iranem wstrzymano w 2005 roku, w wyniku wznowienia programu nuklearnego i negatywnych wypowiedzi na temat Izraela. W 2007 roku Rada Unii Europejskiej wydała oświadczenie, w którym zaznaczył, że Iran dopuszcza się prześladowań mniejszości etnicznych i religijnych poprzez dyskryminację i wykluczanie ich z życia publicznego, stosowania kary śmierci i niehumanitarnych kar (kamieniowania, amputacji kończyn), stosowania rygorystycznych przepisów dotyczących ubioru i zamykania biur organizacji pozarządowych. W 2011 roku Unia Europejska wprowadziła sankcje wobec osób oskarżanych o rażące łamanie praw człowieka.
W 2013 Organizacja Narodów Zjednoczonych nałożyła sankcję na Iran, Koreę Północną i Syrię za blokowanie przyjęcia Traktatu o Handlu Bronią. Dokument miał zablokować transport broni do państw, które mogłyby ją wykorzystać do łamania praw człowieka.